# Lolita (film, 1962)
A Lolita 1962-ben bemutatott brit–amerikai fekete-fehér filmdráma Stanley Kubrick rendezésében. A forgatókönyvet saját, azonos című regénye alapján Vladimir Nabokov írta.

## Cselekmény
Humbert Humbert, egy negyvenes éveiben járó francia irodalomtanár munkát kap az amerikai Beardsley Egyetemen. Még ősz előtt az államokba utazik, hogy a nyár hátralevő részét felkészüléssel töltse. Szállás után egy New Hampshire-i kisvárosban érdeklődik. Itt találkozik Charlotte Haze-zel, a megözvegyült háziasszonnyal, aki készséggel felajánlja neki a kissé rendezetlen lakásának egy szabad hálószobáját. Humbert eleinte visszakozik, ám lent a kertben ahogy megpillantja a nő koraérett kislányát, Dolorest, első látásra beleszeret, ezért elfogadja a szobát. Ahogy telik az idő, Charlotte egyre jobban vonzódik Humberthez, aki azonban nem viszonozza érzéseit, egyre inkább Lolita után áhítozik. Charlotte egyik nap közli Humberttel, hogy nyári táborba küldi lányát; ezt a hírt a férfi lesújtva fogadja. Nem sokkal azután, hogy Charlotte és Lolita útnak indultak, a szobalány egy levelet ad át Humbertnek, amelyben a romantikus lelkű özvegy érzelmesen bevallja neki, hogy szereti és megkéri a kezét. Humbert, latba vetve minden eszközt, hogy a kislány közelében maradhasson, igent mond neki. Az esküvő után a férfit újfent aggasztó hír éri: Charlotte bentlakásos iskolába szándékozik küldeni Lolitát, közvetlenül a tábor után. Humbert feldühödve bosszantó felesége intézkedésein Charlotte meggyilkolására készül.  
Charlotte megtalálja Humbert naplóját egy fiókban, amelybe az összes Lolita iránt táplált érzelmét és vágyát beleírta. A nő teljesen kiborulva bezárkózik a szobába, miközben az ajtó másik oldalán kétségbeesett férje csitítani próbálja. Lesiet a konyhába, hogy csináljon egy pohár italt, amikor megszólal a telefon, és közlik vele, felesége meghalt. Humbert nem tudja mire vélni a dolgot, kiszalad a házból a zuhogó esőbe és csakugyan megtalálja Charlotte halálra gázolt testét. 
Humbert a táborba utazik, hogy Lolitát magával vigye. A lány mit sem sejtve a történtekről vele tart. Humbert szűkszavúan válaszol a kérdéseire, végül annyit tudat vele,hogy súlyos beteg az anyja. A lepingville-i kórház útjuk célja, ám beesteledik, így egy hotelben szállnak meg éjszakára. Miután kivették a szobát és Lolita aludni tér, Humbert kimegy a teraszra, ahol találkozik egy különös férfival. Az idegen beszélni kezd hozzá, de mindvégig háttal áll. Reggel Lolita ébreszti. Megemlíti, hogy játszottak a táborban egy játékot. Humbert csodálkozik, kíváncsiskodni kezd. A lány megsúgja és megmutatja, hogyan kell játszani. 
Együtt folytatják útjukat, egy benzinkútnál megállva Lolita telefonálni akar a kórházba, hogy érdeklődjön az anyja állapota felől. Humbert ekkor bevallja neki az igazságot, így este Lolita megígérteti vele, hogy vigyázni fog rá. Eletelik a nyár, Humbertnek pedig Beardsley-be kell utaznia, hogy betöltse tanári állását. Ahogy múlik az idő, Humbert egyre gyanakvóbb és féltékenyebb. Kérdőre vonja a lányt a napi tevékenységeivel kapcsolatban, végül megtiltja neki, hogy más fiúkkal találkozgasson.  
Egyik nap Lolita megkéri, hadd játsszon az iskolai darabban, ezt azonban Humbert megtagadja tőle. Este meglátogatja egy szemüveges alak, aki Dr. Zempf-ként, az iskola pszichológusként mutatkozik be. Ráveszi Humbertet, hogy engedje meg lányának, hogy játszhasson a darabban. A bemutatón Lolita zongoratanárnője megemlíti Humbertnek, hogy lánya már két hete nem jár zongoraórára. Humbert haza hurcolja a lányt és faggatózni kezd. Az pedig anélkül, hogy válaszolna, kisétál az ajtón. Humbert utána iramodik. Egy utcai telefonfülkénél talál rá. Lolita azt mondja, haza akart telefonálni, majd megkéri, hadd legyen úgy, mint régen, menjenek megint kocsival szerte az államokban. Humbert örömmel egyezik bele. Miközben szelik az országutakat, Humbertnek az az érzése támad, hogy valaki követi őket. Hirtelen defektet kapnak, a lány ekkor rosszul lesz, kórházba kerül. Humbertet hajnalban telefon csöngés ébreszti. Egy férfi hang furcsa kérdéseket tesz fel neki. Humbert megijed és azonnal a kórházba igyekszik, ám ekkor azzal a hírrel szembesül, hogy Lolitát elvitte "Gustav bácsikája". Humbert őrjöngve, kétségbeesetten támad az ápolókra, majd miután a rendőrséggel fenyegetőznek, megnyugszik, szomorúan támolyogva vezetik ki a nővérek és a doktorok. 
Négy év telik el, amikor Humbert levelet kap Lolitától, melyben közli vele, hogy férjhez ment, gyermeke lesz és hogy szüksége lenne pénzre, mivel szűkös körülmények közt élnek. Humbert elutazik Lolitához egy revolverrel. Mikor kérdőre vonja a lányt, az bevallja, hogy az alak, aki elvitte és a másik három furcsa alak, akivel Humbert találkozott, Clare Quilty, a drámaíró volt. Humbert odaadja a pénzt és felkeresi Quiltyt. Quilty hiába próbál mentegetőzni, Humbert lelövi. A rendőrök elfogják. A börtönben hal meg, még mielőtt bíróságra kerülne.

## Szereplők
| Szereplő              | Színész         | Magyar hang     |
| --------------------- | --------------- | --------------- |
| Humbert Humbert       | James Mason     | Juhász Jácint   |
| Lolita / Dolores Haze | Sue Lyon        | Hámori Eszter   |
| Charlotte Haze        | Shelley Winters | Császár Angela  |
| Clare Quilty          | Peter Sellers   | Gálvölgyi János |

## Fontosabb díjak, jelölések
- Oscar-díj (1963)
  - jelölés – a legjobb adaptált forgatókönyv (Vladimir Nabokov)

- Golden Globe-díj (1963)
  - jelölés – a legjobb drámai színésznő (Shelley Winters)
  - jelölés – a legjobb drámai színész (James Mason)
  - jelölés – a legjobb férfi epizódszereplő (Peter Sellers)
  - jelölés – a legjobb rendező (Stanley Kubrick)